# Ecosfeer

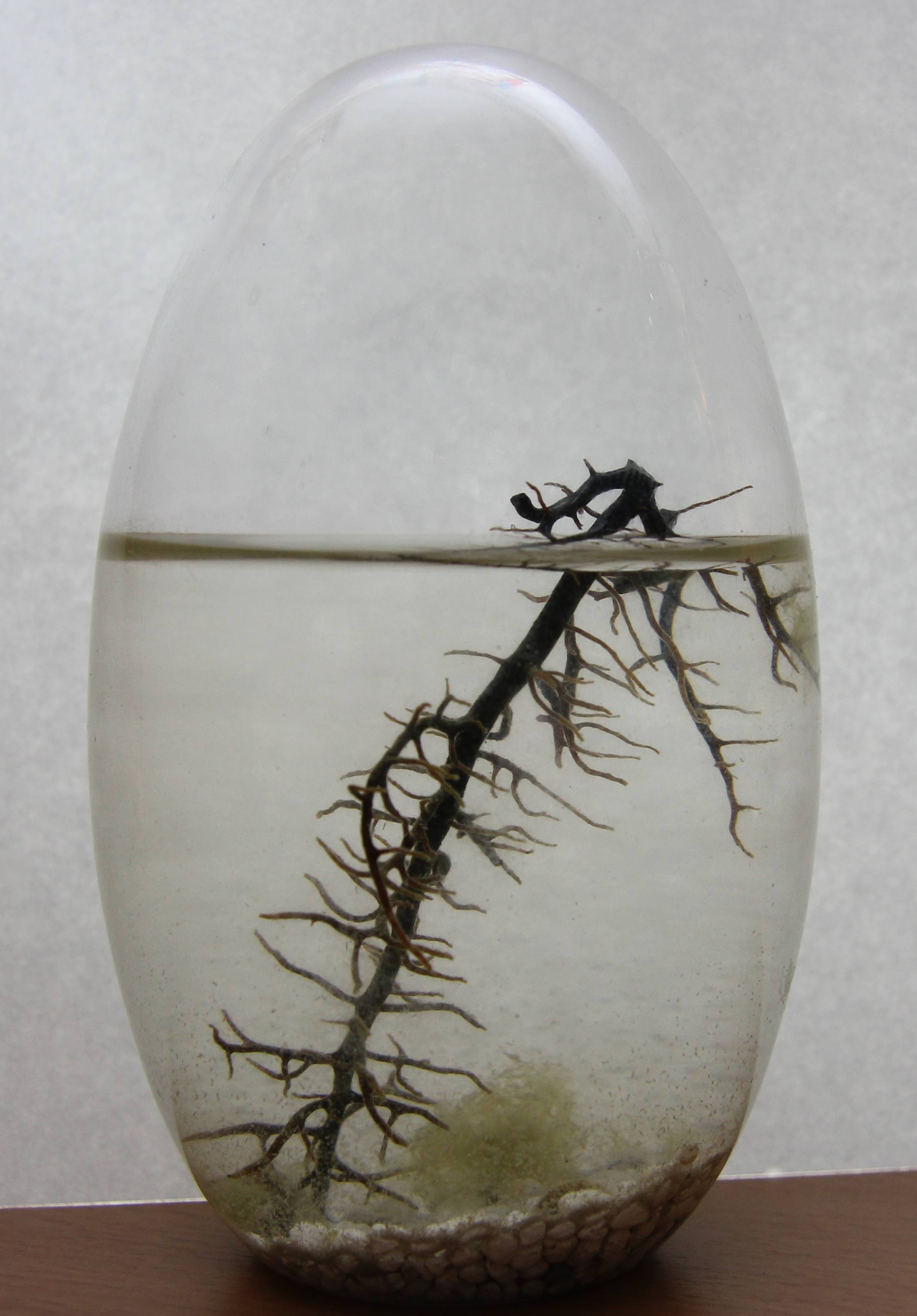
Een ecosfeer in een eivormig glazen omhulsel

Een ecosfeer is een glazen, afgesloten ecosysteem met daarin kleine diertjes, algen, zand en kiezels. Het systeem heeft een beperkte levensduur, meestal 2 jaar maar sommige hebben het wel tot 18 jaar volgehouden.
De organismen in ecosferen vormen samen een systeem dat een kringloop vormt door gebruikmaking van elkaars afvalstoffen als voedingstoffen. Voor een lange levensduur is het belangrijk dat het systeem voldoende licht krijgt en op een goede temperatuur wordt gehouden.
Ecosferen kunnen in het onderwijs worden gebruikt als demonstratie van een ecosysteem. De meeste ecosferen worden als science-toy verkocht om cadeau te doen.